# Threat Matrix
Threat Matrix is een Amerikaanse dramaserie uit 2003. De serie duurde 1 seizoen, dat bestond uit 16 aparte afleveringen. Threat Matrix gaat over een Amerikaanse antiterrorisme-eenheid, die geleid woord door agent John Kilmer (James Denton).
De titel refereert aan een rapport dat de president van de Verenigde Staten van Amerika elke ochtend krijgt, waarin de bedreigingen voor het land beschreven staan.
De serie werd in Nederland uitgezonden op Veronica.

## Rolverdeling
| Acteur           | Personage                           |
| ---------------- | ----------------------------------- |
| James Denton     | Special Agent John Kilmer           |
| Kelly Rutherford | Special Agent Frankie Ellroy-Kilmer |
| Will Lyman       | Colonel Roger Atkins                |
| Anthony Azizi    | Mohammad 'Mo' Hassain               |
| Maharshala Ali   | Jelani Harper                       |
| Melora Walters   | Lia 'Lark' Larkin                   |